# Paddy Soil
Unter Paddy Soils versteht man anthropogen geprägte/gebildete Böden unter Nassreisanbau. Charakteristisch sind laut WRB ein anthraquic horizon mit einem darunterliegenden hydragric horizon.

## Einordnung in den Klassifikationssystemen
Paddy Soil ist eine umgangssprachliche Bezeichnung. Die WRB bezeichnet sie als Hydragric Anthrosols.
In der US Soil Taxonomie ist eine Einordnung als Agrudalf oder als Plaggept möglich.
Die Deutsche Bodenkundliche Gesellschaft (DBG) hat für Paddy Soils keine Bezeichnung, da diese nicht in Deutschland zu finden sind. Möglich wäre eine Bezeichnung als „Anthropogen-hydromorpher Kultosol“.

## Nomenklatur
Das Wort Paddy Soil leitet sich ab aus dem indonesischen Wort 'padi', was Reis bedeutet. Paddy Soil bezeichnet somit Reisböden. Benutzt wird der Begriff allerdings nur für weit entwickelte Nassreisböden. Das Wort rice soils ist keineswegs synonym zu verwenden, da es ein Überbegriff für Böden unter Reisanbau im Allgemeinen ist.

## Verbreitung
Da Paddy Soils immer eng mit Nassreisanbau verbunden sind und Nassreisanbau ohne darunterliegenden Paddy Soil nur in sehr jungen Reisfeldern (unter 20 Jahre) möglich ist, kann eine Verbreitung der Paddy Soils mit der des Nassreisanbaus gleichgesetzt werden. 
Verbreitung des Reisanbaus siehe gesonderter Artikel Reis.

## Genese

### Allgemeiner Entstehungsprozess
Ausgangsgestein und -bodentyp sind für die Entstehung eines Paddy Soils von untergeordneter Bedeutung. Typischerweise sind es Ferric Acrisols. Diese sind für anderen Ackerbau äußerst ungeeignet und lassen sich sinnvoll fast ausschließlich für Nassreisanbau nutzen.
Zuerst wird das Feld unter Wasserstau gestellt. Danach durch das sogenannte „Nasspflügen“ bearbeitet. Dies entspricht dem normalen Pflügen, mit dem Unterschied, dass der Boden beim Pflügen unter Wasserstau stark verdichtet wird. Die so entstandene Pflugsohle ist einer der charakteristischen Bodenhorizonte des Paddy Soils.
Über der Pflugsohle bildet sich ein homogen durchmischter anaerober Oberboden. Dieser stellt den Wurzelraum für die Reispflanze und ist ebenfalls charakteristisch.
Über dem anaeroben Horizont bildet sich eine in etwa 10 Millimeter mächtige aerobe Schicht, die meist eine stark erhöhte Blaualgenkonzentration aufweist. 
Unter der Pflugsohle bleibt der Boden (Unterbodenhorizont) größtenteils aerob. Auch er ist Paddy Soil-charakteristisch.

### Die charakteristischen Bodenhorizonte
Anthraquic Horizon: (Anthr- als Hinweis auf anthropogene Beeinflussung, -aquic als Hinweis auf Wasserstau) 
Dieser besteht aus dem „Puddled Layer“ und dem „Plough Pan“. Der „Puddled Layer“, ein intensiv und homogen durchmischter Oberbodenhorizont, weist sowohl reduzierte als auch oxidierte Bereiche auf. Die reduzierten überwiegen deutlich. Zum „Plough Pan“, siehe bei der oben schon beschriebenen Pflugsohle.
Hydragic Horizon: (Hydr- wiederum als Hinweis auf Wassereinfluss und -agric als Hinweis auf ackerbauliche Nutzung) Unterbodenhorizont mit überwiegend oxidierenden Bereichen und teilweise Eisen- und Mangankonkretionen.

## Prozesse, Eigenschaften und Fruchtbarkeit

### Sauerstoffverlust
Im Anthraquic Horizon wird im Laufe der Wachstumsperiode meist der gesamte Sauerstoffvorrat verbraucht. Da die Reispflanze dies aber nicht nur toleriert, sondern aktiv ausgleichen kann, ist dies nicht negativ für die Fruchtbarkeit des Reisbodens zu bewerten.

### Fe- und Mn-Mobilisierung
Die reduktiven Bedingungen sorgen für eine intensive Reduktion der Eisen- und Manganoxide, die dadurch in der Bodenlösung mobilisiert und folglich pflanzenverfügbar gemacht werden.
Solange die Eisenkonzentrationen keine Toxizität erreichen, ist dies durchaus als positiv zu bewerten.

### Denitrifikation
Die anaeroben Bedingungen des Nassreisanbaus sorgen für den ackerbaulich nicht wünschenswerten Prozess der Denitrifikation.
Siehe gesonderten Artikel Denitrifikation.

## Ökosystemare Probleme
- Methanbildung, Stickoxidbildung

Siehe gesonderter Artikel Reis (Nassreisanbau).